# André Hercule de Fleury

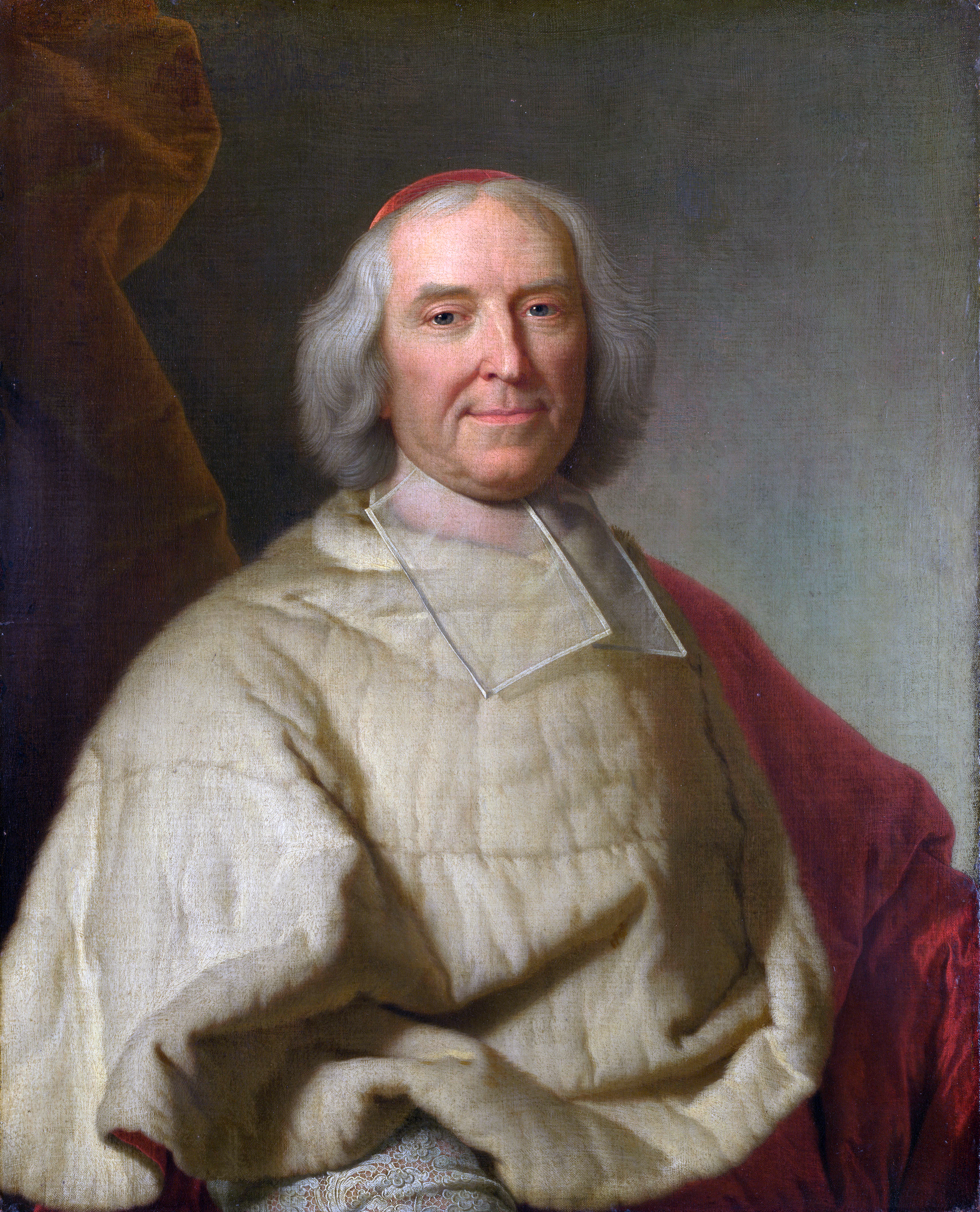
Portret van André-Hercule de Fleruy, door Hyacinthe Rigaud

André Hercule de Fleury (Lodève, juni 1653 - Issy-les-Moulineaux, 29 januari 1743) was bisschop van Fréjus, kardinaal en eerste minister onder Lodewijk XV.

## Biografie
Fleury werd geboren in het plaatsje Lodève in de Hérault. Hij ging in Parijs filosofie en theologie studeren bij de jezuïeten. Hij werd priester en door de invloed van kardinaal Bonzi werd hij een aalmoezenier van Maria Theresia, de vrouw van Lodewijk XIV en, na haar dood, aalmoezenier van de koning. In 1698 werd Fleury benoemd tot bisschop van Fréjus. Conform de decreten van het Concilie van Trente, reisde hij af naar zijn diocees, dat hij in 1715 inruilde om commendatair abt (niet-residerend) van de abdij van Tournus te worden. Na zeventien jaar in de provincie ambieerde hij een functie aan het hof.
Op instigatie van de hertog van Maine benoemde Lodewijk XIV bij testament Fleury tot leraar van zijn 5-jarige opvolger Lodewijk XV van Frankrijk. De hertog van Maine was de gedoodverfde regent, en wilde zich omringen met onschadelijke of gehoorzame volgelingen, waartoe hij de brave Fleury rekende. Filips van Orléans wist het regentschap van Maine te dwarsbomen, maar behield Fleury als leraar. Hierdoor verkreeg Fleury een hechte band met de minderjarige koning van Frankrijk, die hem als een vader ging beschouwen. Na de dood van de regent (1723) werd Lodewijk XV koning van Frankrijk en hij benoemde de prins van Condé tot zijn eerste minister. Condé werd snel impopulair, en beging de onvoorzichtigheid Fleury aan te klagen bij de koning, met de steun van de koningin. De intriganten kregen geen gelijk: de jonge koning dwong Condé tot ontslag, liet hem een vernederende brief aan Fleury schrijven, en installeerde Fleury in de functies (zonder de titel) van eerste minister. Deze positie zou hij tot zijn dood op hoge leeftijd vervullen. Zijn langlevendheid werd zo ergerlijk dat hij soms werd aangeduid met "Zijne Eeuwigheid" in plaats van "Zijne Eminentie".
Na het Franse verlies in Bohemen tijdens de Oostenrijkse Successieoorlog stuurde Fleury een zeer vertrouwelijke brief naar de Habsburgse aanvoerder, Jozef van Königsegg. Deze reageerde door de brief direct te publiceren. Fleury ontkende dat de brief van hem kwam en stierf in datzelfde jaar (1743) in Issy-les-Moulineaux. Van d'Argenson kennen we het bon mot dat over hem de ronde deed: "Frankrijk is een zieke die sinds honderd jaar wordt behandeld door drie in het rood geklede artsen: de eerste [Richelieu] heeft hem adergelaten, de tweede [Mazarin] heeft hem gepurgeerd en de derde [Fleury] heeft hem op dieet gezet." De derde van de drie kardinaal-ministers werd met andere woorden geassocieerd met hongersnood. Na zijn dood besliste de 33-jarige Lodewijk XV om geen nieuwe eerste minister te benoemen, maar zelf de regering in handen te nemen.
André-Hercule de Fleury was lid van de Académie française, in opvolging van François de Callières. Hij werd opgevolgd door Paul d'Albert, kardinaal de Luynes.